# Спалах пневмонії у Китаї (2023)
У листопаді 2023 року органи охорони здоров'я Китаю повідомили про спалах респіраторної хвороби у кількох містах північної частини країни. У зв'язку з тим, що лікарні в Пекіні та Ляоніні були переповнені, Всесвітня організація охорони здоров'я запросила у Китаю детальну інформацію щодо важких захворювань дихальної системи на території країни, водночас порадивши місцевій владі запровадити важливі запобіжні заходи. Китай погодився, відповівши, що за наявними даними «не було виявлено незвичайних або нових патогенів». Станом на 23 листопада 2023 року причина спалаху точно не встановлена. Серед можливих причин — відомі сезонні захворювання та скасування обмежень через COVID-19.
Подібний спалах пневмонії розпочався в штаті Огайо приблизно в той же час, але станом на грудень 2023 року вважається, що вони не пов'язані. Данія повідомила, що на її суверенній території стався спалах пневмонії. Станом на листопад 2023 року виявлено 541 випадок хвороби. Крім того, міністерство охорони здоров'я Філіппін підтвердило, що станом на 25 листопада в країні 4 підтверджені випадки інфікування Mycoplasma pneumoniae або «прогулянкової пневмонії» серед зареєстрованих грипоподібних захворювань.

## Хронологія

### Травень-жовтень 2023 року
Як повідомлялося у виданні «China Daily», у травні 2023 року директор дитячого медичного центру в Китаї Чжоу Хуейся помітив зростання кількості випадків хвороби, спричинених мікоплазмою, зі «швидким зростанням» у серпні та «особливо потужною» хвилею, яка почалася на початку жовтня. 24 жовтня 2023 року Чжоу передбачив, що нова хвиля досягне піку в листопаді.

### Листопад 2023 року
13 листопада представники Національної комісії з охорони здоров'я Китаю повідомили про зростання кількості респіраторних захворювань. Збільшення цих захворювань пояснюється скасуванням обмежень щодо COVID-19 на початку року та циркуляцією відомих патогенів, включаючи грип, мікоплазму пневмонії (поширена бактеріальна інфекція, яка зазвичай вражає маленьких дітей), респіраторно-синцитіальний вірус (RSV) та SARS-CoV-2.
21 листопада ProMED повідомила про кластери недіагностованої пневмонії у дітей на півночі Китаю. Було незрозуміло, чи це пов'язано із загальним зростанням кількості респіраторних інфекцій, про які раніше повідомляли китайські органи влади, чи з самостійними подіями. ВООЗ запросила додаткову інформацію про останні тенденції щодо цих відомих патогенів. ВООЗ також заявила, що протягом жовтня та листопада північний Китай повідомив про «зростання кількості грипоподібних захворювань» порівняно з відповідним періодом протягом попередніх 3 років.
23 листопада органи охорони здоров'я Китаю заявили, що зростання респіраторних захворювань не пов'язано з якимись новими або невідомими патогенами, а стосується відомих патогенів. Пізніше ВООЗ підтвердила, що досі не виявлено нових або невідомих збудників, а клінічні ознаки захворювань не є незвичайними.
27 листопада в статті в журналі «Nature» вказано, що за різким зростанням випадків респіраторних захворювань у Китаї пов'язано багато аномалій. По-перше, зазвичай хворобу, спричинену Mycoplasma pneumoniae, легко лікувати, але в цьому випадку в Китаї в дітей спостерігається важчий перебіг хвороби. По-друге, після скасування обмежень щодо COVID-19, випадки спалахів пневмонії, про які повідомляють деякі країни, спричинені вірусними інфекціями; а на відміну від них, більшість випадків, про які повідомляв Китай, спричинені мікоплазмою, тобто бактеріальною інфекцією.